# 増渕幸男
増渕幸男（増淵幸男、ますぶち　ゆきお、1945年9月24日-　）は、日本の教育哲学者。東北大学教授を歴任。上智大学名誉教授。

## 略歴
栃木県生まれ。上智大学文学部教育学科卒、同大学院教育学研究科博士課程満期退学。
東京電機大学助教授、89年教授、1992年日本女子大学教授、1994年東北大学教授、2000年上智大学総合人間科学部教授。2011年定年、名誉教授。
1989年「ヤスパースの教育哲学研究 実存的交わりと自己実現に関する理論的考察」で、教育学博士（慶應義塾大学）の学位を取得。

## 著書
- 『教育学の論理』以文社 1986
- 『ヤスパースの教育哲学研究』以文社 1989
- 『教育的価値論の研究』玉川大学出版部 1994
- 『シュライアーマッハーの思想と生涯 遠くて近いヘーゲルとの関係』玉川大学出版部 2000
- 『ナチズムと教育 ナチス教育政策の原風景』東信堂 2004
- 『「いのちの尊厳」教育とヒューマニズムの精神 生命科学との対話の道を探る』上智大学出版 2010
- 『グローバル化時代の教育の選択 高等教育改革のゆくえ』上智大学出版 2010

### 共編著
- 『教養としての教育学』共著 樹村房 1983
- 『教養の復権』沼田裕之、安西和博、加藤守道共著（東信堂、1996年）
- 『<問い>としての教育学』沼田裕之共編著 福村出版 1997
- 『現代教育学の地平 ポストモダニズムを超えて』森田尚人共編 南窓社 2001
- 『教育学21の問い』沼田裕之共編著 福村出版 2009
- 『道徳教育21の問い』沼田裕之,伊勢孝之共編著 福村出版 2009

### 翻訳
- カール・ヤスパース『教育の哲学的省察』以文社 1983
- K.ザラムン『カール・ヤスパース 開かれた地平の哲学』以文社 1993
- ヴォルフガング・H.プレーガー『シュライアーマッハーの哲学』監訳 玉川大学出版部 1998
- ジョージ・ハウイ『聖アウグスティヌスの教育理論と実践』神門しのぶ共訳 上智大学出版 2014

## 論文
- Cinii

## 注
1. ↑  『現代日本人名録』2002年